# 柳殷僖
柳殷僖 （韓語：유은희，1990年2月24日—），韓國女子手球運動員，現為韓國國家女子手球隊隊員。

## 簡歷
2010年11月，柳殷僖代表韓國出戰廣州亞運會，參加女子手球比賽項目，奪得銅牌。

### 2012年倫敦奧運會
2012年7月，柳殷僖代表韓國出戰英國倫敦舉行的奥林匹克运动会女子手球比賽。她在全部五場小組比賽中都有上陣並取得入球，助球隊以3勝1和1負的成績出線；其中，在擊敗西班牙、瑞典，以及戰平挪威的比賽中，她都是球隊得分最多的球員。